# TT368
TT368 (Theban Tomb 368) è la sigla che identifica una delle Tombe dei Nobili ubicate nell'area della cosiddetta Necropoli Tebana, sulla sponda occidentale del Nilo dinanzi alla città di Luxor, in Egitto. Destinata a sepolture di nobili e funzionari connessi alle case regnanti, specie del Nuovo Regno, l'area venne sfruttata, come necropoli, fin dall'Antico Regno e, successivamente, sino al periodo Saitico (con la XXVI dinastia) e Tolemaico.

## Titolare
TT368 era la tomba di:
| Titolare              | Titolo                                                    | Necropoli           | Dinastia/Periodo | Note |
| --------------------- | --------------------------------------------------------- | ------------------- | ---------------- | ---- |
| Amenhotep (detto Huy) | Sovrintendente degli scultori di Amon nella Città del Sud | Skeikh Abd el-Qurna | XVIII dinastia   |      |

## Biografia
Hati, a sua volta Sovrintendente degli scultori del Signore delle Due Terre, fu suo padre e Ipy sua madre; Mery(mut) fu sua moglie.

## La tomba
TT368 è costituita da una sala trasversale, da cui si accede alla TT123. Sul lato corto a ovest (1 in planimetria) quattro statue del defunto, della moglie, del padre e della madre del primo; accanto al ginocchio destro di ognuno dei personaggi è rappresentato un bambino. Poco oltre (2) abbozzo del defunto e del dio Anubi in scena di pesatura dell'anima; su altra parete (3), su quattro registri sovrapposti, un visir, il defunto e alcuni uomini accanto a tavole per offerte in adorazione di un re (?) e poco oltre un uomo in offertorio al defunto e alla moglie. Una stele pertinente al defunto Amenhotep (detto Huy) si trova nel cortile della TT224 (n. 1 in planimetria), il defunto e la moglie, offrono libagioni a Osiride e Iside.

### Annotazioni
1. ↑  La numerazione dei locali e delle pareti segue quella di Porter e Moss 1927, p. 416.
2. ↑  La prima numerazione delle tombe, dalla numero 1 alla 252, risale al 1913 con l'edizione del "Topographical Catalogue of the Private Tombs of Thebes" di Alan Gardiner e Arthur Weigall. Le tombe erano numerate in ordine di scoperta e non geografico; ugualmente in ordine cronologico di scoperta sono le tombe dalla 253 in poi.
3. ↑  I campi della Duat, ovvero l'aldilà egizio, si trovavano, secondo le credenze, proprio sulla riva occidentale del grande fiume.
4. ↑  Nella sua epoca di utilizzo, l'area era nota come "Quella di fronte al suo Signore" (con riferimento alla riva orientale, dove si trovavano le strutture dei Palazzi di residenza dei re e i templi dei principali dei) o, più semplicemente, "Occidente di Tebe".
5. ↑  le Tombe dei Nobili, benché raggruppate in un'unica area, sono di fatto distribuite su più necropoli distinte.
6. ↑  Le note, sovente di inquadramento topografico della tomba, sono tratte, fino alla TT252, dal "Topographical Catalogue" di Gardiner e Weigall, ed. 1913 e fanno perciò riferimento alla situazione dell'epoca.

### Fonti
1. ↑  Gardiner e Weigall 1913.
2. ↑  Donadoni 1999,  p. 115.
3. ↑  Porter e Moss 1927, p. 431.
4. 1 2  Porter e Moss 1927,  p. 431.